# Filemaker
Filemaker, av företaget skrivet FileMaker, är ett databasverktyg från Filemaker Inc, ett dotterföretag till Apple. Filemaker släpptes till Apple Macintosh under 1980-talet. Programvaran uppmärksammades för att databasverktyget är integrerat med användargränssnittet, så att användaren bland annat kan dra nya element till formulären och annat på skärmen. Programmet finns för Mac OS, Windows och IOS (Iphone, Ipad och Ipod). 